# Scienza applicata

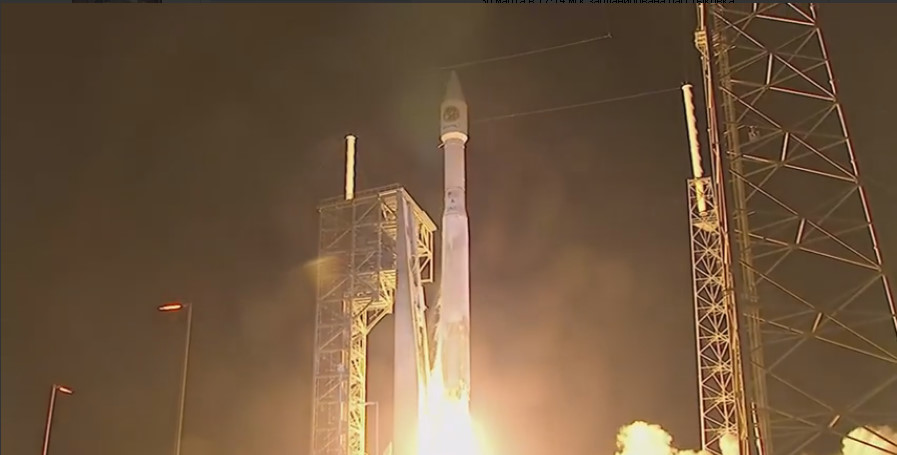
Lancio di un razzo vettore

La scienza applicata è l'uso del metodo scientifico e delle conoscenze ottenute attraverso le conclusioni del metodo per raggiungere obiettivi pratici. Comprende un'ampia gamma di discipline ed è spesso in contrasto con la scienza di base, che si concentra sull'avanzamento di teorie e leggi scientifiche che spiegano e predicono gli eventi nel mondo naturale.
Indica tutte le discipline scientifiche che rendono impiegabili i risultati della ricerca pura nello sviluppo di prodotti e servizi. Tra le varie scienze applicate compaiono ad esempio la matematica applicata, la fisica applicata e la geologia applicata.
La scienza applicata può anche applicare la scienza formale, come la statistica e la teoria della probabilità, come in epidemiologia. L'epidemiologia genetica è una scienza applicata che utilizza metodi sia biologici che statistici.

## Descrizione
Rappresenta il principale strumento di ambiti come la tecnologia, che spesso combina metodi scientifici di diverso tipo per lo studio e lo sviluppo dei processi di produzione, portando all'ingegneria, che fa ampio uso di metodi matematici e fisici per produrre manufatti, alla medicina, che poggia su basi chimiche e biologiche per riconoscere e curare malattie, alla farmacia che usa metodi e conoscenze approfondite chimiche, fisiche, biologiche e tecnologiche per studiare gli effetti delle sostanze, materiali o metodi a scopo curativo applicate all'uomo, all'animale, alle piante o a qualunque essere vivente, la loro misurazione (anche nei fluidi biologici e matrici complesse come quelle ambientali), formulazione, modalità di assunzione, dosaggio idoneo e i loro effetti tossicologici ed eco-tossicologici; all'economia, che fa spesso uso di metodi matematici per effettuare bilanci e previsioni, e sono inoltre importanti per gli ambiti applicativi dell'architettura e del design, che poggiano anche su basi geometriche per progettare strutture e prodotti.